# Euchlaena deductaria
Euchlaena deductaria là một loài bướm đêm trong họ Geometridae.